# Trispinaria albibasis
Trispinaria albibasis är en stekelart som beskrevs av Van Achterberg 1991. Trispinaria albibasis ingår i släktet Trispinaria och familjen bracksteklar. Inga underarter finns listade i Catalogue of Life.